# Cercedilla
Cercedilla település Spanyolországban, Madrid tartományban. Cercedilla El Espinar, San Ildefonso, Navacerrada, Collado Mediano és Los Molinos községekkel határos. Lakosainak száma 7647 fő (2024).

## Népesség
A település népessége az utóbbi években az alábbiak szerint változott:
| Lakosok száma | 5826 | 6499 | 6773 | 7023 | 6986 | 6831 | 6853 | 7026 | 7533 | 7647 |
|               | 2001 | 2004 | 2007 | 2009 | 2012 | 2014 | 2017 | 2019 | 2022 | 2024 |